# Anatolij Kos-Anatolskyj
Anatolij Jossypowytsch Kos-Anatolskyj (ukrainisch Анатолій Йосипович Кос-Анатольський; * 1. Dezember 1909 in Kolomyja; † 30. November 1983 in Lwiw) war ein ukrainischer Komponist, Volkskünstler der Ukraine und Preisträger des Taras-Schewtschenko-Preises.

## Leben und Wirken
Anatolij Kos-Anatolskyj wurde in die Familie eines galizischen Arztes geboren. Er absolvierte die juristische Fakultät der Lemberger Universität im 1931 und das Lemberger Konservatorium im 1934. Anschließend unterrichtete Kos-Anatolskyj an der Stryj-Zweigstelle des Lysenko-Hochschulinstituts für Musik bis 1937 und von 1952 bis 1983 am Lemberger Konservatorium.
In den 1930er Jahren war er zusammen mit Leonid Yablonsky, Bohdan Wessolowskyj und Stepan Huminilovych Mitglied der damals populären Yablonsky Jazz Chapel („Yabtsio Jazz“) in Lemberg.
Als die Westukraine im September 1939 von der Sowjetunion besetzt wurde, arbeitete Kos-Anatolskyj als Konzertmeister am Lemberger Haus der Pioniere und als Lehrer an einer Musikschule. Er schrieb Musik für Aufführungen des Lemberger Musik- und Dramatheaters. In den Jahren 1942–1944 arbeitete er am Varieté-Theater „Veselyi Lwiw“ (Lustigen Lwiw).
Nach dem Zweiten Weltkrieg wurde er Mitglied und ab 1951 Vorsitzender des Vorstandes der Lwiwer Regionalabteilung des Verbandes der sowjetischen Komponisten der Ukraine, arbeitete als Konzertmeister am Maria-Sankovetska-Theater, ab 1952 als Dozent am Mykola-Lysenko-Konservatorium und ab 1973 als Professor.
Er unterstützte repressierte Künstler, insbesondere wurde dank seiner Bemühungen der ukrainische Komponist Wassyl Barwinskyj aus dem Gefängnis entlassen.
Kos-Anatolskyj starb kurz vor seinem 74. Geburtstag und wurde auf dem Lytschakiwski-Friedhof in Lwiw (Feld 3) beigesetzt. Der Grabstein wurde von dem Bildhauer Emmanuel Mysko angefertigt.

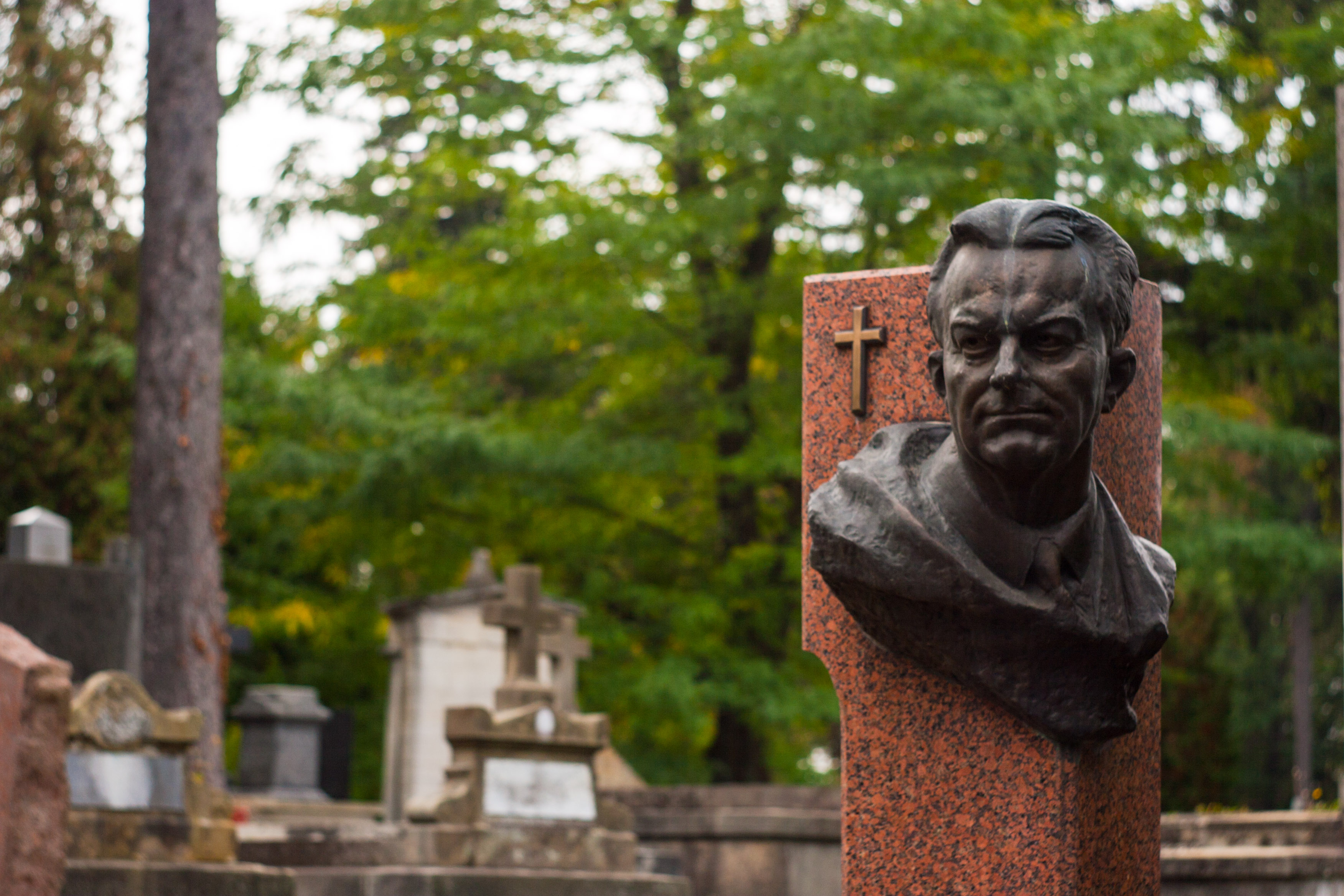
Grab von Anatolij Kos-Anatolskyj

Anatolij Kos-Anatolskyj ist Autor einer Oper, dreier Ballette, symphonischer Werke, einer Reihe von Konzerten und Volkschören, Sololiedern und Romanzen. Ein Großteil seiner Werke wurde von der Lemken-Folklore inspiriert.

## Werke (Auswahl)
Oper:
- To Meet the Sun // Назустріч сонцю, 1957, 2. Auflage 1959

Ballette:
- Der Schal von Dovbusch // Хустка Довбуша, 1950
- Der Flügel des Eichelhähers // Сойчине крило, 1956
- Orysia // Орися, 1964, 2. Auflage 1967

Operette:
- Frühlingsstürme // Весняні грози, 1960

Kantaten:
- Es verging vor langer Zeit, 1961
- Das unsterbliche Testament, 1963
- Oratorium
- Vom Niagara zum Dnipro, 1969

Chöre:
- Nova Verkhovyna // Нова Верховина
- In den Karpaten // У Карпатах

Lieder:
- Oh du, Mädchen, von der Kornnuss // Ой ти, дівчино, з горіха зерня, 1956 (nach Iwan Franko)
- Oh, ich werde zum Berg gehen // Ой піду я межи гори, 1958
- Zwei Bäche aus den Schwarzen Bergen // Два потоки з Чорногори
- Weiße Rosen // Білі троянди
- Sternenhafte Nacht // Білі троянди

## Auszeichnungen
- Leninorden
- Orden des Roten Banners der Arbeit
- Orden der Völkerfreundschaft
- Stalinpreis, 1951
- Volkskünstler der Ukraine
- Taras-Schewtschenko-Preis, 1980[5]